# Předměřice nad Labem (nádraží)
Předměřice nad Labem jsou železniční stanice v jižní části obce Předměřice nad Labem v okrese Hradec Králové v Královéhradeckém kraji nedaleko řeky Labe. Leží na elektrizovaném úseku jednokolejné trati Pardubice–Liberec (3 kV ss).

## Historie
Stanice byla vybudována jakožto součást Jihoseveroněmecké spojovací dráhy (SNDVB), autorem univerzalizované podoby stanice je pravděpodobně architekt Franz Reisemann, který navrhoval většinu výpravních budov této dráhy. Práce zajišťovala brněnská stavební firmy bratří Kleinů a Vojtěcha Lanny. 4. listopadu 1857 byl s místním nádražím uveden do provozu celý nový úsek trasy z Pardubic do Jaroměře, odkud byla trať od 1. června následujícího roku prodloužena dále až do Liberce.
Po zestátnění SNDVB v roce 1908 pak obsluhovala stanici jedna společnost, Císařsko-královské státní dráhy (kkStB), po roce 1918 pak správu přebraly Československé státní dráhy.

## Popis
Nachází se zde dvě nekrytá jednostranná úrovňová nástupiště, k příchodu na nástupiště slouží přechody přes koleje.